# Abeceda (računarstvo)
U računarstvu, abeceda (ili alfabet) je konačan skup znakova (simbola), koji su najčešće znamenke ili ASCII karakteri. Najuobičajeniji primjer abecede jest binarna abeceda {0,1}.
Niz je konačni slijed znakova abecede postavljenih jedan do drugoga. Primjer nizova nad binarnom abecedom su 101, 001101 i 11100010101. Od elemenata abecede možemo konstruirati i nizove beskonačne duljine.
Za danu abecedu {\displaystyle \Sigma }, sa {\displaystyle \Sigma ^{*}} označavamo skup svih konačnih nizova nad abecedom {\displaystyle \Sigma }. Ovdje {\displaystyle {}^{*}} označava Kleeneov operator. Sa {\displaystyle \Sigma ^{\infty }} (još i {\displaystyle \Sigma ^{\mathbb {N} }} ili {\displaystyle \Sigma ^{\omega }}) označavamo skup svih beskonačnih slijedova nad abecedom {\displaystyle \Sigma }.